# Lista de prêmios e indicações recebidos por Luana Piovani
A seguir, uma lista de prêmios e indicações recebidos por Luana Piovani. Nascida no Brasil, em 1976, a atriz consolidou uma sólida carreira no cenário audiovisual brasileiro, o que lhe rendeu prêmios e indicações.

## Grande Prêmio do Cinema Brasileiro
Criado em 2002 pela Academia Brasileira de Cinema, o Grande Prêmio do Cinema Brasileiro é a maior e mais prestigiada premiação do cinema nacional. Desde 2004, a votação passou a ser feita via internet, pelo site da Academia, e cada sócio recebe uma senha eletrônica para votar. A apuração é feita pela PricewaterhouseCoopers, a mesma empresa de auditoria que faz a apuração do Oscar.
| Ano  | Categoria                         | Trabalho            | Resultado | Ref.  |
| ---- | --------------------------------- | ------------------- | --------- | ----- |
| 2004 | Melhor Atriz em Papel Coadjuvante | O Homem que Copiava | Venceu    | [ 3 ] |

## Melhores do Ano
O Troféu Domingão Melhores do Ano, ou apenas Melhores do Ano, é uma premiação realizada anualmente pelo programa de televisão brasileiro Domingão do Faustão, da Rede Globo, em que o público vota entre três artistas que brilharam e fizeram sucesso durante o ano na emissora e na música. Os artistas são previamente escolhidos pelos seus funcionários e os três melhores vão para a votação do público.
| Ano  | Categoria             | Trabalho         | Resultado | Ref.  |
| ---- | --------------------- | ---------------- | --------- | ----- |
| 2014 | Melhor Atriz em Série | Dupla Identidade | Indicada  | [ 5 ] |

## Meus Prêmios Nick
Meus Prêmios Nick (abreviação MPN) é a versão brasileira do Nickelodeon Kids' Choice Awards (abreviação KCA), o maior prêmio infantil da TV mundial, e já se consagrou como o maior evento do tipo no país. O Brasil é um dos onze países do mundo que promove sua versão local da premiação, assim como o Reino Unido e Austrália.
| Ano  | Categoria       | Trabalho  | Resultado | Ref.  |
| ---- | --------------- | --------- | --------- | ----- |
| 2014 | Ajude seu Mundo | Homenagem | Venceu    | [ 7 ] |

## Prêmio Arte Qualidade Brasil
Criado em 1977, o Prêmio Qualidade Brasil tinha, inicialmente, o objetivo homenagear as melhores produções e profissionais do Teatro e Televisão do Brasil. A partir de 2013, o prêmio passou a homenagear apenas os melhores do Teatro da cidade de São Paulo.
| Ano  | Categoria                          | Trabalho           | Resultado | Ref.  |
| ---- | ---------------------------------- | ------------------ | --------- | ----- |
| 2006 | Melhor Atriz Coadjuvante em Cinema | Zuzu Angel         | Venceu    | [ 3 ] |
| 2006 | Melhor Atriz em Teatro             | O Pequeno Príncipe | Venceu    |       |

## Prêmio Contigo! de Cinema Nacional
O Prêmio Contigo! do Cinema Nacional é um evento da revista Contigo, realizado anualmente desde 2006, que contempla as melhores produções, atores, diretores e profissionais do cinema brasileiro. Os vencedores são definidos por um juri oficial montado pela revista Contigo, e também por um júri popular, que vota pela internet.
| Ano  | Categoria                | Trabalho                             | Resultado | Ref.  |
| ---- | ------------------------ | ------------------------------------ | --------- | ----- |
| 2009 | Melhor Atriz             | A Mulher Invisível                   | Indicada  | [ 3 ] |
| 2011 | Melhor Atriz Coadjuvante | As Aventuras de Agamenon, o Repórter | Indicada  | [ 3 ] |

## Prêmio Contigo! de TV
O Prêmio Contigo! de TV é um evento da revista Contigo, realizado anualmente desde 1996, que contempla as melhores produções, atores, diretores e profissionais da televisão brasileira.
| Ano  | Categoria                           | Trabalho           | Resultado | Ref. |
| ---- | ----------------------------------- | ------------------ | --------- | ---- |
| 2012 | Melhor Atriz em Série ou Minissérie | A Mulher Invisível | Indicada  |      |

## Prêmio Guarani de Cinema Brasileiro
O Prêmio Guarani de Cinema Brasileiro é concedido pela Academia Guarani de Cinema Brasileiro, anualmente a premiação, que conta com mais de 40 críticos cinematográficos, prestigia os talentos nacionais.
| Ano  | Categoria                | Trabalho            | Resultado | Ref.  |
| ---- | ------------------------ | ------------------- | --------- | ----- |
| 2004 | Melhor Atriz Coadjuvante | O Homem que Copiava | Indicado  | [ 3 ] |

## Troféu APCA
A Associação Paulista de Críticos de Arte premia com o Troféu APCA nas categorias: Arquitetura, Artes Visuais, Cinema, Dança, Literatura, Música Erudita, Moda, Música Popular, Rádio, Teatro, Teatro Infantil e Televisão. Associação Paulista de Críticos de Arte, ou simplesmente APCA, é uma entidade brasileira sem fins lucrativos sediada em São Paulo mantida pelo trabalho voluntário e pela contribuição anual dos associados. Originou-se da seção paulista da Associação Brasileira de Críticos Teatrais.
| Ano  | Categoria              | Trabalho            | Resultado | Ref.   |
| ---- | ---------------------- | ------------------- | --------- | ------ |
| 2015 | Melhor Atriz em Teatro | Mania de Explicação | Venceu    | [ 11 ] |

## Outros
| Ano  | Premiação                           | Categoria       | Trabalho            | Resultado | Ref. |
| ---- | ----------------------------------- | --------------- | ------------------- | --------- | ---- |
| 2015 | Prêmio Zilka Sallaberry             | Melhor Produção | Mania de Explicação | Venceu    |      |
| 2006 | Prêmio Coca-Cola de Teatro Infantil | Melhor Atriz    | O Pequeno Príncipe  | Indicado  |      |